# 金甲戦士
『金甲戦士』は中華人民共和国で初めて製作された国産の特撮変身ヒーロー番組で（日中合作を含めれば『変身戦士阿龍』が中国初となる）、上海世紀華創文化公司が製作している。日本未公開。

## 概要
『金甲戦士』は多くのこどもたちに拍手と歓声で迎えられた一方で、日本の特撮のウルトラマンのことをよく知っている視聴者からは厳しい批判を受けた。しかし、『金甲戦士』はSFという形式で新しい現代的なヒーローと理念を打ち出しているいう好意的な評価もある。

## ストーリー
1隻の宇宙船が宇宙生物の宇宙船を地球に輸送していた時、宇宙海賊のアルファスト軍団の奇襲に遭って、地球に不時着する。地球側では救援小隊を派遣して、直ちにアルファスト軍団に追撃された宇宙生物のペロタ（佩羅塔）を救う。アルファスト軍団と交戦中に、リーダーの少中天は重傷を負う。危機の時にペロタと他の星の宇宙船の船長ペス（佩兹）は連絡を取り、少中天は巨大な宇宙エネルギーに耐えることができエネルギーベルトを使って金甲戦士に変身することに成功する。この時から、地球と宇宙海賊の戦いが始まる。
ペロタは救援小隊にアルファスト軍団は銀河の環境保護の天敵だと告げる。彼らは宇宙生物を捕らえて兵器に改造し、侵略を通じて自分の暗黒勢力を拡張する。残っている宇宙生物を保護し、宇宙の平和な秩序を維持し、故郷の地球を守るため、金甲戦士をはじめとする若くて勇敢なチームが誕生する。このチームはアルファスト軍団との戦いの過程で絶えず成長して強靱になり自信を持つ。そして、宇宙生物とのコミュニケーションにより彼らは地球の未来は人類自身の手にかかっていることを悟り、人類が生態系・環境を保護し、すべての生命と調和をとり共存するということの意味を深く体得する。

## 登場人物

### UMA(未確認生物)研究所・特救隊(URT)
特救隊はUMA研究所直属の行動小隊であり、その主な任務はUMAの回収・保護と外来の侵略者への反撃である。
- 少中天： 男性。8月21日生まれ（獅子座）、血液型はA型。特救隊隊長。特殊な潜在能力を持ちながら強い意思の持ち主。腰に装着したエネルギーベルトで金甲戦士に変身する。
- 北極雪： 女性。3月13日生まれ（魚座）、血液型はO型。特救隊副隊長。霊感の強いしっかり者。少中天をしっかりサポートする。
- 東方明： 男性。4月4日生まれ（牡羊座）、血液型はO型。特救隊隊員。大柄な体の熱血漢。少々荒っぽい所があり、それ故に突っ走りすぎて、よく喧嘩する事もある。上海にあるタワー「東方明珠電視塔」から名がつけられている。
- 東方珠珠： 女性。5月24日生まれ（双子座）、血液型はAB型。東方明の妹にして特救隊最年少の隊員。活発な性格で、子供やUMA(未確認生物)と話す事が得意。兄･方明同様に上海にあるタワー「東方明珠電視塔」から名がつけられている。
- 司南： 男性。5月15日生まれ（牡牛座）、血液型はB型。特救隊隊員。コンピュータの天才。少しひねくれた性格で、論理的に物事を考える所がある。
- 方博士： 男性。UMA研究所所長兼特救隊のアドバイザー。少年の心を持ち、生涯UMAの研究を続ける傍らエネルギーベルトを開発し、それを少中天に託した。
- 西米露： 女性。特救隊の指揮官。繊細な性格の持ち主で、なおかつチームワークを大事にし、隊員から慕われている特救隊隊員達の姉貴的存在。

### アルファスト軍団
宇宙船「略奪者」号により地球に襲来する。
首領を筆頭にルーク・ステラ(女性)・シュローダーの3大幹部がおり、その配下には緑・銀・青の3軍団からなる戦闘員が構成され、戦闘員の指揮は変異人（ミュータント怪人）が執り行う。
- 暗黒主帥（黑暗主帅）： アルファスト軍団の首領。非常に強大な力を持つ。いつも船室の奥から指令を出しているので、彼の本当の顔を見た者はいない。
- ルーク（洛勒）： アルファスト軍団3大将の1人。いつも背中に武器を帯びている。人間の感情を憎む。
- ステラ（丝戴拉）： アルファスト軍団3大将の1人。怒るとよく鞭を振るう。華やかな外見の下に野心と私欲を隠さず、自分の目的を実現するために手段を選ばない。
- シュローダー（西鲁达）： アルファスト軍団3大将の1人。冷酷で残忍。力が非常に強い。強い相手に遭遇すると、獣人の形態になることができ、とても狂暴である。

## 金甲戦士
金甲戦士は少中天がエネルギーベルトを使って変身するスーパーヒーロー。身長は1.8mから60mまで変化する。「金甲戦士」という名前は金甲雷神の伝説に由来する。烈焔剣、氷暴剣、颱風剣、雷霆剣、曙光剣という5種類の武器がある。

## キャスト
- 少中天: 李佳航
- 北極雪: 翟煦飞
- 東方明: 杜晓书
- 東方珠珠: 肖丽萍
- 司南: 孔令伟
- 方博士: 傅传杰
- 西米露: 何瑾
- 洛勒: 罗颖元
- 丝戴拉: 黄龄
- 西鲁达: 张国强

## 音楽
オープニング曲
- "信念" ("信念")
  - 作詞： 马多芬
  - 作曲： 张康明
  - 歌唱： 张伟琪

エンディング曲
- "阳光起早" （"日の光で早く起きる"）
  - 作詞： 林天爱 & 张笑帆
  - 作曲： 张康明
  - 歌唱： 陆佳敏

## 放送日程
| 放送日     | 話数 | サブタイトル         | 登場怪人                                   | 登場UMA              |
| ---------- | ---- | -------------------- | ------------------------------------------ | -------------------- |
| 2008年 9月 | 1    | 未知の生物UMA        | アルファスト兵                             | ペロタ（佩羅塔）     |
|            | 2    | 北極雪の光           | 流星海賊（流星海盗）                       | シーリー（雪莉）     |
|            | 3    | 我らの信念           | 亡霊の眼                                   | X                    |
|            | 4    | カプセルの嵐         | 流星24号                                   | ポポト（波波特）     |
|            | 5    | 歯には歯を           | 邪悪克隆                                   | 翼酷                 |
|            | 6    | 北を探し出せない司南 | 極地祭司                                   | タータ（塔塔）       |
|            | 7    | 動物失踪の謎         | ブラックホール・メッセンジャー（黑洞信使） | ノイア（诺亚）       |
|            | 8    | 緑のこどもの日       | 惑星浪人（行星浪客）                       | カートゥー（卡特）   |
|            | 9    | 私は誰               | 射手座の妖怪                               | パーピーヌ（巴比诺） |
|            | 10   | 白い大晦日           | 隕石戦士                                   | 雪                   |
|            | 11   |                      |                                            |                      |
|            | 12   |                      |                                            |                      |
|            | 13   |                      |                                            |                      |
|            | 14   |                      |                                            |                      |
|            | 15   |                      |                                            |                      |